# Basílica de San Lorenzo Maggiore
La basílica de San Lorenzo Maggiore (en italiano: Basilica di San Lorenzo Maggiore) es una basílica monumental de Nápoles, Italia, una de las más antiguas de la ciudad, situada en la Piazza San Gaetano del centro histórico. Histórica y artísticamente es uno de los complejos monumentales más relevantes de la ciudad. En el interior del convento anexo tiene su sede el Museo dell'Opera di San Lorenzo Maggiore, que incluye además la visita a las excavaciones arqueológicas homónimas.

## Historia
En 1235 el papa Gregorio IX ratificó la concesión de una iglesia dedicada a san Lorenzo que sería edificada en la ciudad de Nápoles. En esta época está documentada la presencia de al menos otras cinco iglesias dedicadas al santo en la ciudad. El nuevo templo se construiría sobre la iglesia del Foro, de época paleocristiana, asignada a los hermanos franciscanos.
Desde 1270, no mucho tiempo después de su victoria sobre Manfredo de Sicilia, Carlos de Anjou empezó a subvencionar la construcción de la basílica y del convento, en una mezcla del estilo gótico y franciscano. A arquitectos franceses se debe el ábside, primera parte construida de la iglesia, considerada única de su género en Italia y ejemplo clásico del gótico francés. Según se pasa del ábside a la zona del transepto y la nave se fue afirmando un estilo más enmarcable en el gótico italiano, signo del cambio de los proyectistas y de los maestros de obra producido con el paso de los años.
En años posteriores la basílica fue protagonista de importantes eventos históricos de la ciudad y, más en general, del reino: Luis de Tolosa, tras renunciar al trono del padre Carlos II de Anjou en beneficio de su hermano Roberto de Anjou, fue consagrado sacerdote en esta basílica. Otra consagración célebre fue la de Felice Peretti, obispo de Sant'Agata de' Goti y futuro papa Sixto V.
En 1343 residió en el convento Francesco Petrarca, como él mismo afirmó en una carta a su amigo Giovanni Colonna, en la que le describe el maremoto que sacudió la ciudad el 25 de noviembre, mientras que parece que fue aquí donde Giovanni Boccaccio se enamoró de Fiammetta, la bella María de Aquino, hija del rey Roberto de Anjou, su musa inspiradora, después de haberla visto en la basílica durante la misa del sábado santo del 1334.

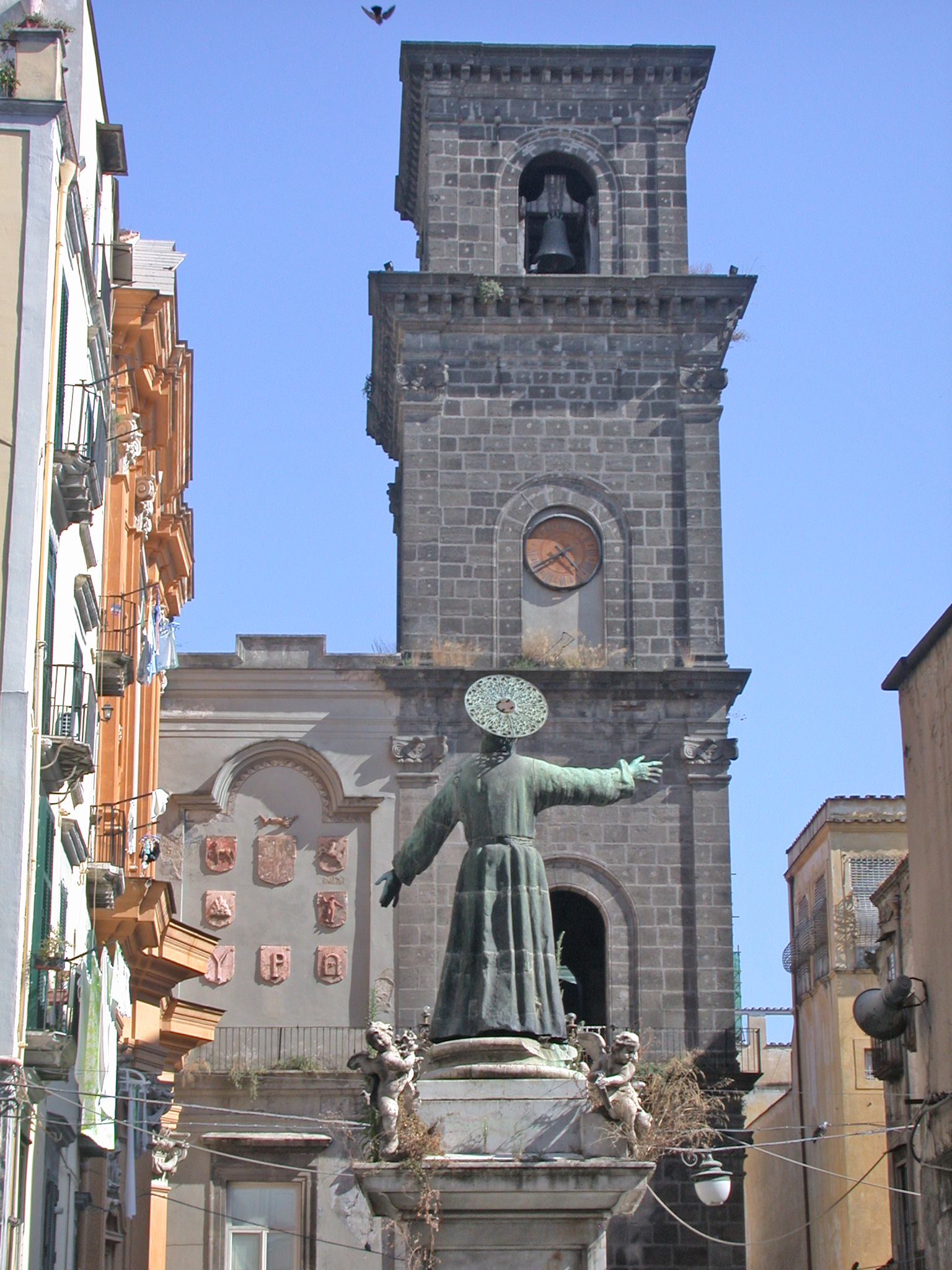
El campanario de la Piazza San Gaetano.

A partir del siglo XVI la basílica ha sido objeto de numerosas remodelaciones debidas en parte a los daños de los terremotos o a los hechos históricos que han afectado a la ciudad y al convento; el claustro se convirtió en un depósito de armas de los virreyes españoles y en 1547 el campanario fue asediado por el pueblo en la revuelta contra Pedro de Toledo. En el siglo siguiente se produjeron otros eventos, como cuando en 1647 los seguidores de Masaniello asaltaron el campanario para utilizarlo como avanzadilla de artillería contra los españoles. Las obras de adaptación, obra de arquitectos locales, previeron en este siglo y en el XVIII reconstrucciones barrocas, que afectaron de manera particular a la fachada de la iglesia, reconstruida completamente en el 1742.
A partir del 1882 las restauraciones, interrumpidas y retomadas varias veces, hasta la última, terminada en la segunda mitad del siglo XX, eliminaron progresivamente las adiciones barrocas, con excepción de la fachada y la contrafachada, obra de Ferdinando Sanfelice, la capilla Cacace y el cappellone de San Antonio, obra de Cosimo Fanzago. Entre los años cincuenta y sesenta del siglo XX se realizaron obras de consolidación para evitar el derrumbe de los muros mediante un contrafuerte y obras de hormigón armado.

## Descripción

### Exterior

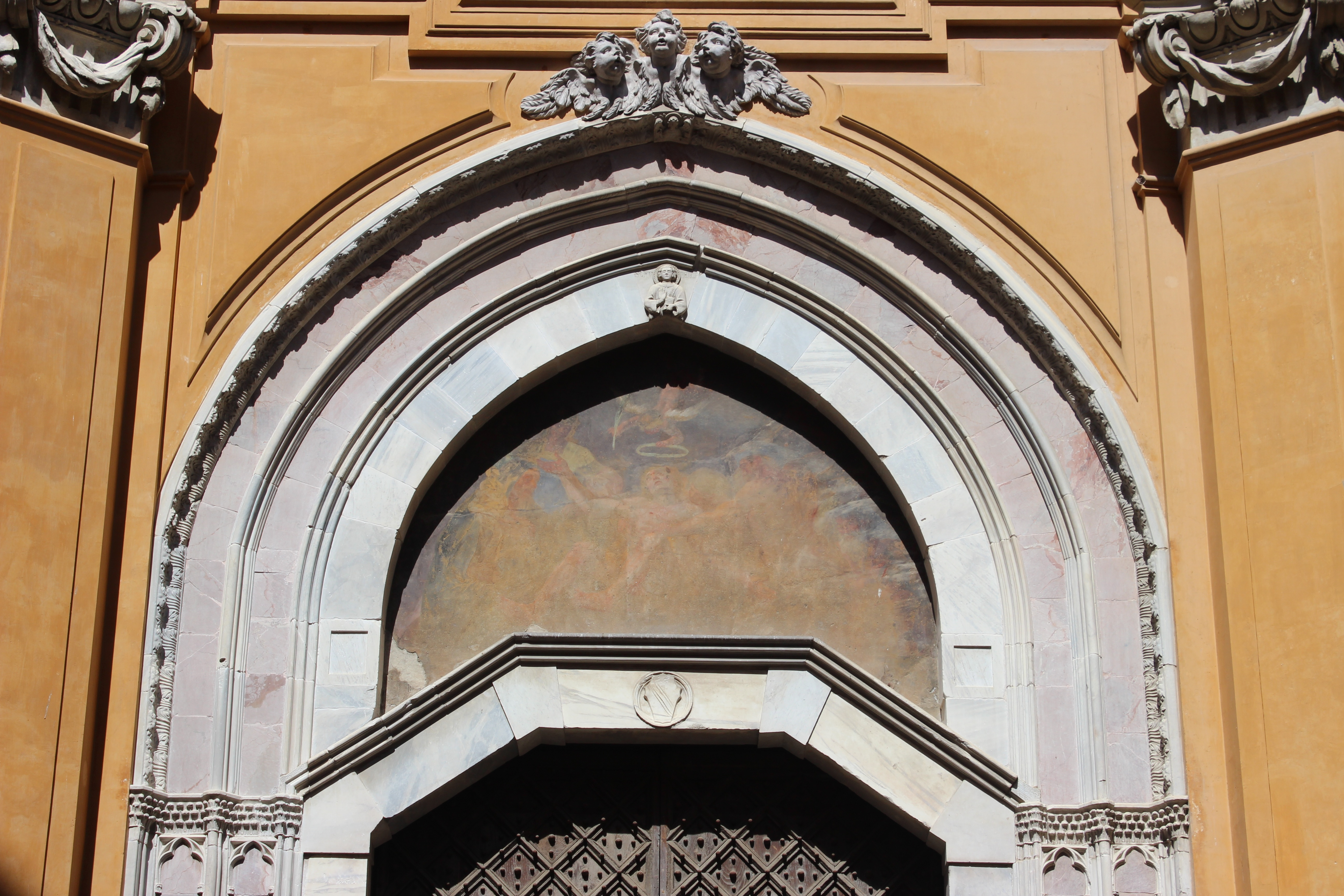
Detalle del portal gótico de la iglesia.

El portal gótico, construido probablemente con la colaboración de maestros toscanos, ofrece a la vista los originarios batientes de madera del siglo XIV, cada uno de ellos subdividido en 48 paneles en un discreto estado de conservación. Por su parte, la fachada data del 1742, en plena época barroca, y es obra de Ferdinando Sanfelice.
En el lado derecho de la fachada de la iglesia están el convento y el campanario del siglo XV, de forma casi cuadrada y con cuatro plantas, construido en varias fases en sustitución del preexistente. El portal de mármol de entrada al convento data de la segunda mitad del siglo XV y está coronado por un pequeño balcón de finales del siglo XVII de Lorenzo Vaccaro, mientras que más arriba, desde el siglo XIX, están expuestos los escudos de la ciudad y de los sedili de Nápoles, es decir, los parlamentos representativos con funciones administrativas, jurídicas y judiciales, que constituían los delegados de los diferentes barrios durante más de cinco siglos, desde el siglo XIII. Estos sedili representaban una suerte de circunscipción de la época, a las cuales solo se podían inscribir familias nobles. Sin embargo, gracias a las revueltas del siglo XV, el pueblo napolitano consiguió constituir un sedile dedicado a ellos teniendo por tanto la posibilidad de presidir las sesiones, aunque de hecho no tenía ningún poder. Los escudos de los sedili son, a partir del situado en lo alto a la derecha: el caballo (que simboliza el sedile del Nilo), la figura humana (sedile de Porto), la puerta de oro (sedile de Portanova), la P (de Populus, sedile del pueblo), la Y (sedile de Forcella), la imagen de los montes (sedile de Montagna) y finalmente, en lo alto a la izquierda, otro caballo (que representa al sedile de Capuana).

### Interior

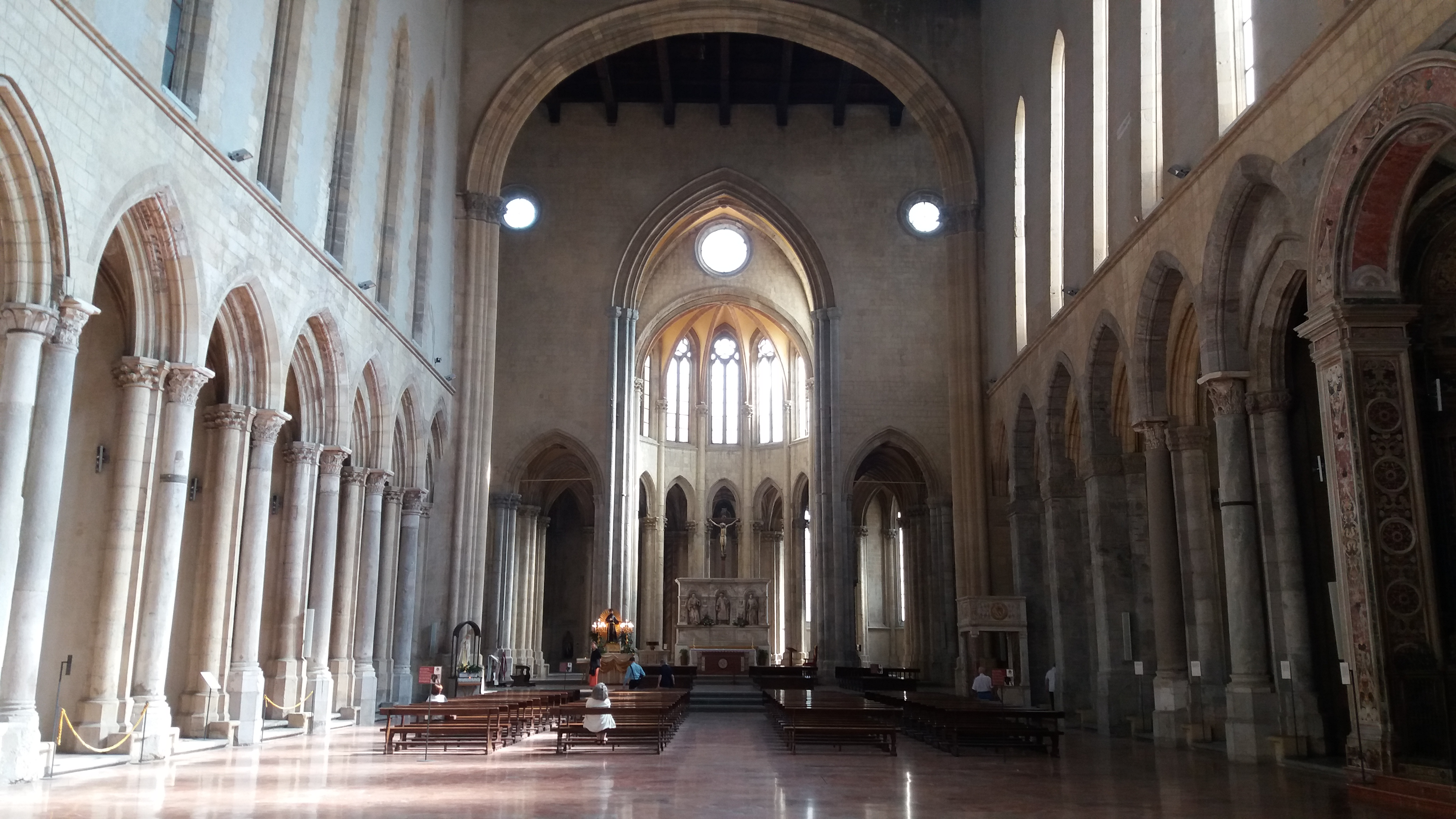
Interior.

La basílica tiene una planta con forma de cruz latina con capillas laterales que dan a la única nave, cubierta, al igual que el transepto, con cerchas. La contrafachada, de estilo barroco, demuestra que las obras de Sanfelice de 1742 no afectaron solo al aspecto exterior de la iglesia, sino a toda la estructura portante, con la consiguiente remodelación también de la pared interna. A la derecha de la contrafachada está el sepulcro de Giambattista della Porta, mientras que sobre el portal de entrada hay una Alegoría franciscana de Francesco Curia.
En la basílica se encontraban originalmente las dos tablas de Colantonio, San Gerolamo en el estudio de en torno a 1444 y la Entrega de la regla franciscana, de en torno a 1445, y en la octava capilla a la derecha, el San Luis de Tolosa coronando a Roberto de Anjou de Simone Martini de 1317, posteriormente todas ellas trasladadas al Museo de Capodimonte.
En el interior encuentran sepultura varias ilustres personalidades de la historia napolitana, como el filósofo y comediógrafo Giovanni Battista della Porta, cuyo monumento está en la contrafachada, Giovanni Barrile, literato amigo de Petrarca, en el deambulatorio, el marqués Giovanni Battista Manso y el insigne músico Francesco Durante.
Las capillas laterales son dieciséis en total, ocho a la izquierda y ocho a la derecha, heterogéneas en estilo y dimensión, particularmente las primeras de la nave. Sin embargo, no todas están llenas de obras en su interior. Todas las capillas laterales están abiertas a la nave mediante arcos agudos, con excepción de la tercera de la derecha, que presenta un arco de mármol de medio punto de gusto barroco napolitano. Las salas ven en su interior principalmente el dominio del estilo gótico, cuyas obras decorativas fueron realizadas por artistas de escuela francesa o napolitana; otras capillas están sustancialmente desnudas, algunas conservan unos pocos fragmentos de ciclos de frescos del siglo XIV, mientras que otras son resultado de las remodelaciones realizadas en los siglos posteriores a la edificación de la iglesia, exponiendo por tanto obras de matriz barroca, como la tercera capilla de la derecha, la segunda y la tercera de la izquierda.
Entre las capillas laterales más destacables de la izquierda están: la primera, con monumentos sepulcrales a la familia Carmignano de los siglos XIV al XVIII; la segunda, que presenta reconstrucciones de mármol de gusto barroco realizadas por Giorgio Marmorano, quien también realizó el altar mayor de la capilla; el retablo de la Inmaculada es por su parte de Paolo Finoglia. La cuarta alberga una Adoración de los Magos de Marco dal Pino realizada entre 1551 y 1568 para la Iglesia del Gesù Vecchio, posteriormente trasladada al interior de la Basílica de San Lorenzo, seguramente ya en la capilla desde el 1845. La quinta capilla constituye el pasillo de salida lateral de la iglesia, hacia la Via dei Tribunali, a los lados del cual hay dos monumentos fúnebres del primer cuarto del siglo XVI atribuidos a Giovan Tommaso Malvito. La sexta conserva monumentos fúnebres a la familia Pignone. La octava capilla contiene monumentos fúnebres del siglo XVI de Romolo Balsimelli a Vito Pisanelli y Giacomo Pisanelli.

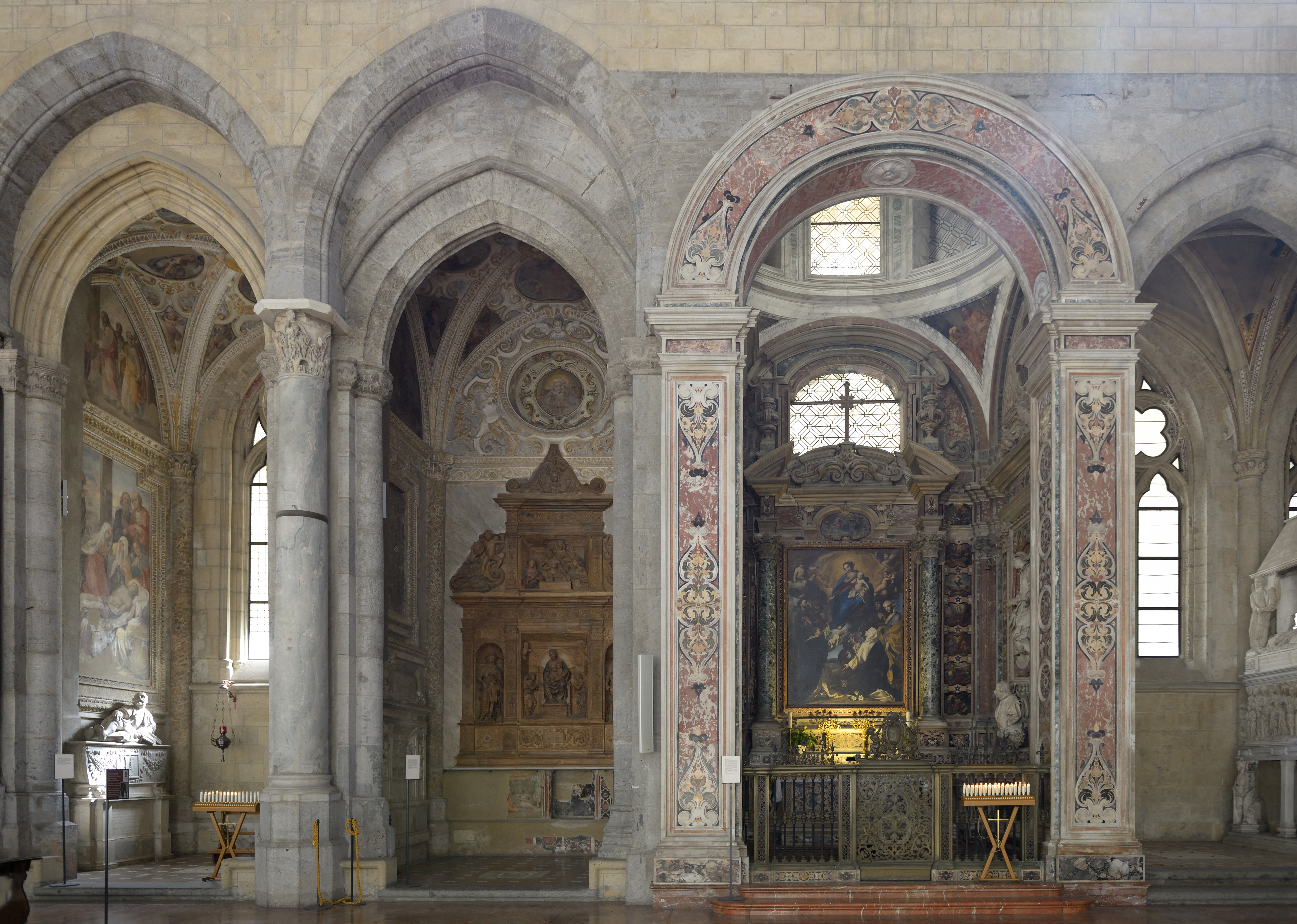
Vista de la segunda y tercera capilla de la derecha.

Entre las capillas más destacables de la derecha están la primera, donde domina el Sepulcro de Ludovico Aldomorisco, consejero del rey Ladislao I de Nápoles, ejecutado con gusto tardo-gótico por el escultor Antonio Baboccio da Piperno y, finalizada en 1421, es su última obra documentada. La segunda capilla es de propiedad de la familia Cacace y está decorada por Cosimo Fanzago completamente en estilo barroco, con la barandilla de entrada de latón, y contiene las tumbas de la familia Cacace con bustos y estatuas realizadas por Andrea Bolgi en torno al 1653. Sobre la pared frontal hay una Virgen del Rosario, pintura de Massimo Stanzione, mientras que la bóveda está decorada con frescos de Niccolò de Simone. La tercera capilla contiene un valioso políptico renacentista en terracota de Domenico Napoletano con escenas de la Virgen con el Niño y san Rocco y san Marco, y más alta una Piedad. La cuarta presenta en las paredes y en la bóveda frescos de Onofrio de Lione y Luigi Rodríguez. Finalmente, la quinta capilla custodia restos de frescos del siglo XIV en las paredes.

#### Transepto

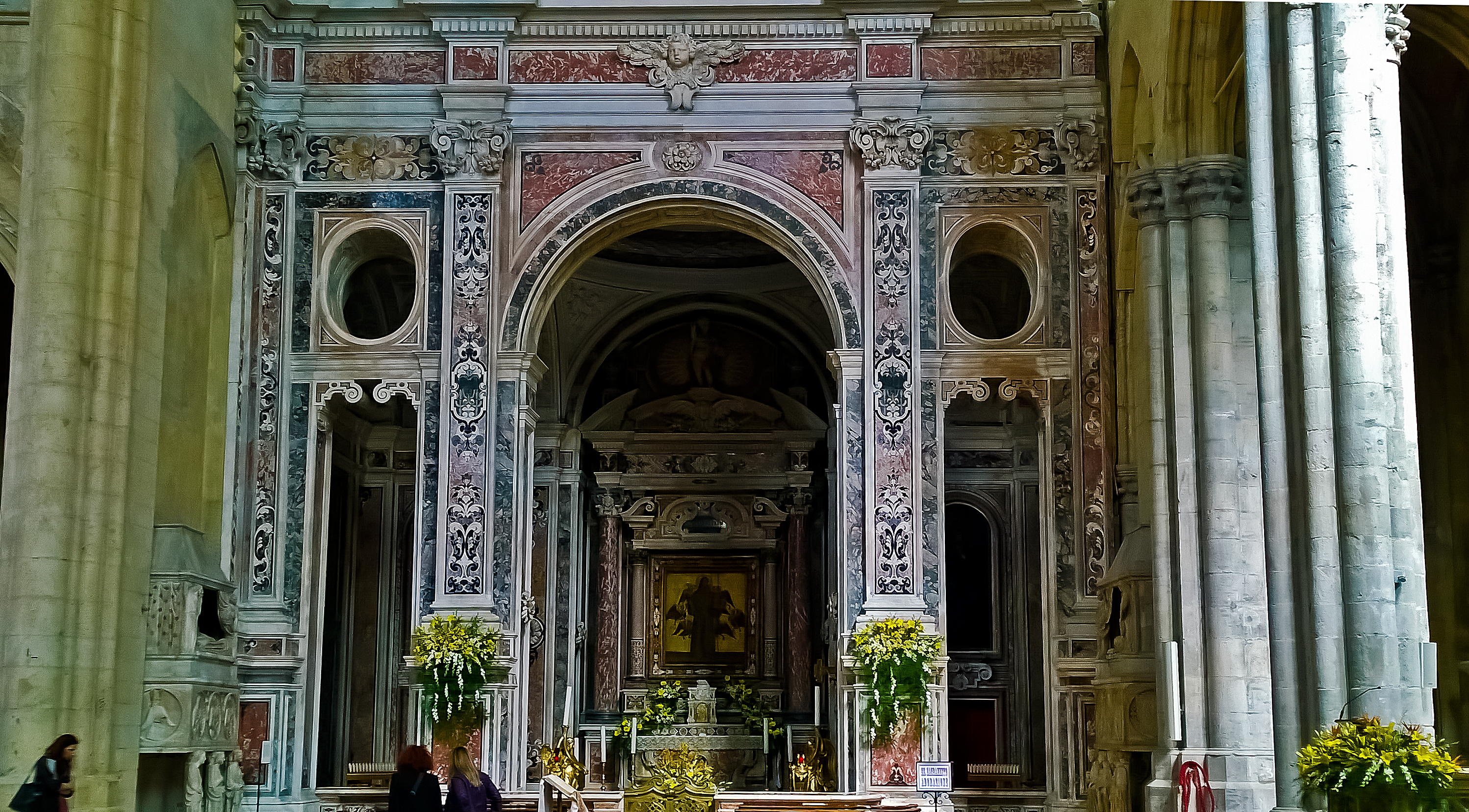
El cappellone di Sant'Antonio (transepto izquierdo).

El transepto de la iglesia ve en su lado izquierdo, a los lados de los dos monumentos fúnebres de la seconda mitad del siglo XIV a Carlo di Durazzo y Roberto d'Artois y Giovanna di Durazzo, la capilla denominada cappellone di Sant'Antonio. Majestuosamente barroca en la ejecución de Cosimo Fanzago, completada en 1638, y con apertura central en forma de arco de medio punto. En la capilla se encuentran pinturas de Francesco Di Maria con el Redentor a la izquierda y la Asunción a la derecha, y dos telas de Mattia Preti, Virgen con el Niño y santas franciscanas y Crucifijo adorado por San Francisco; en el centro está la tabla de 1438 de Leonardo da Besozzo de San Antonio y ángeles, cuya figura del santo fue rehecha por un maestro desconocido también del siglo XV.
En el transepto derecho se conservan varios testimonios pictóricos que datan de los orígenes de la iglesia. Pueden verse ciclos de frescos del siglo XIV de Montano d'Arezzo en la parte superior de las paredes laterales, mientras son distintas las esculturas que datan de este siglo, como el Monumento fúnebre de Carlo di Durazzo, hecho realizar en 1348 por el rey Luis I de Hungría (la inscripción colocada frente al sarcófago muestra por error la fecha 1347), o lo que queda del monumento a Ludovico Caracciolo, datado en 1335. Por su parte, datan del siglo XVI los monumentos sepulcrales a la familia Cicinelli de Salvatore Caccavello, alumno y pariente de Annibale Caccavello, un altorrelieve de Giovanni da Nola con la Virgen con el Niño y ángeles, posicionado originalmente en la parte superior del altar mayor de la misma basílica, y el sepulcro de Giovanni Antonio Pisanello, de autor desconocido.

#### Ábside, deambulatorio y capillas radiales

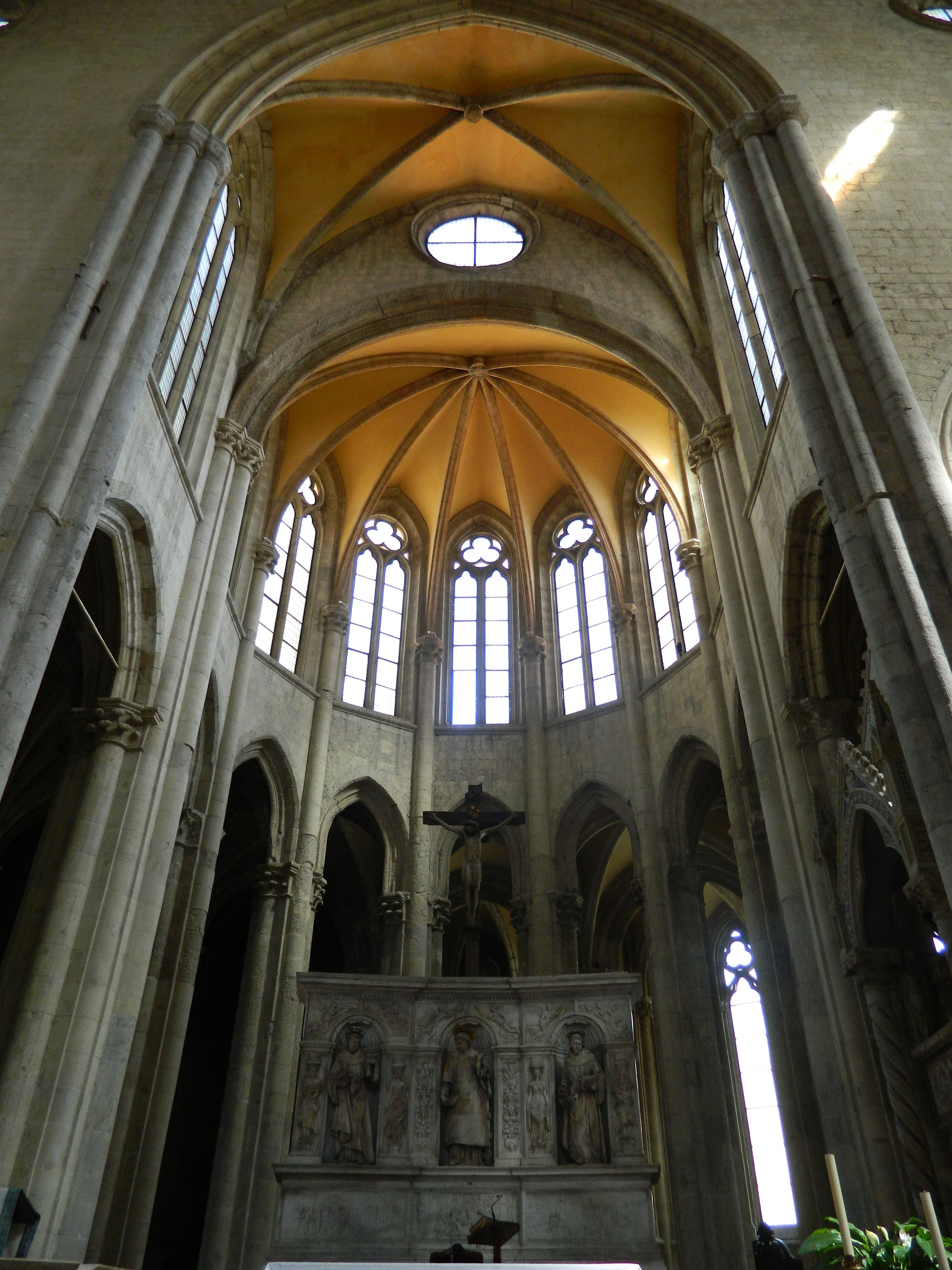
El ábside con el deambulatorio y arcos de estilo gótico francés.

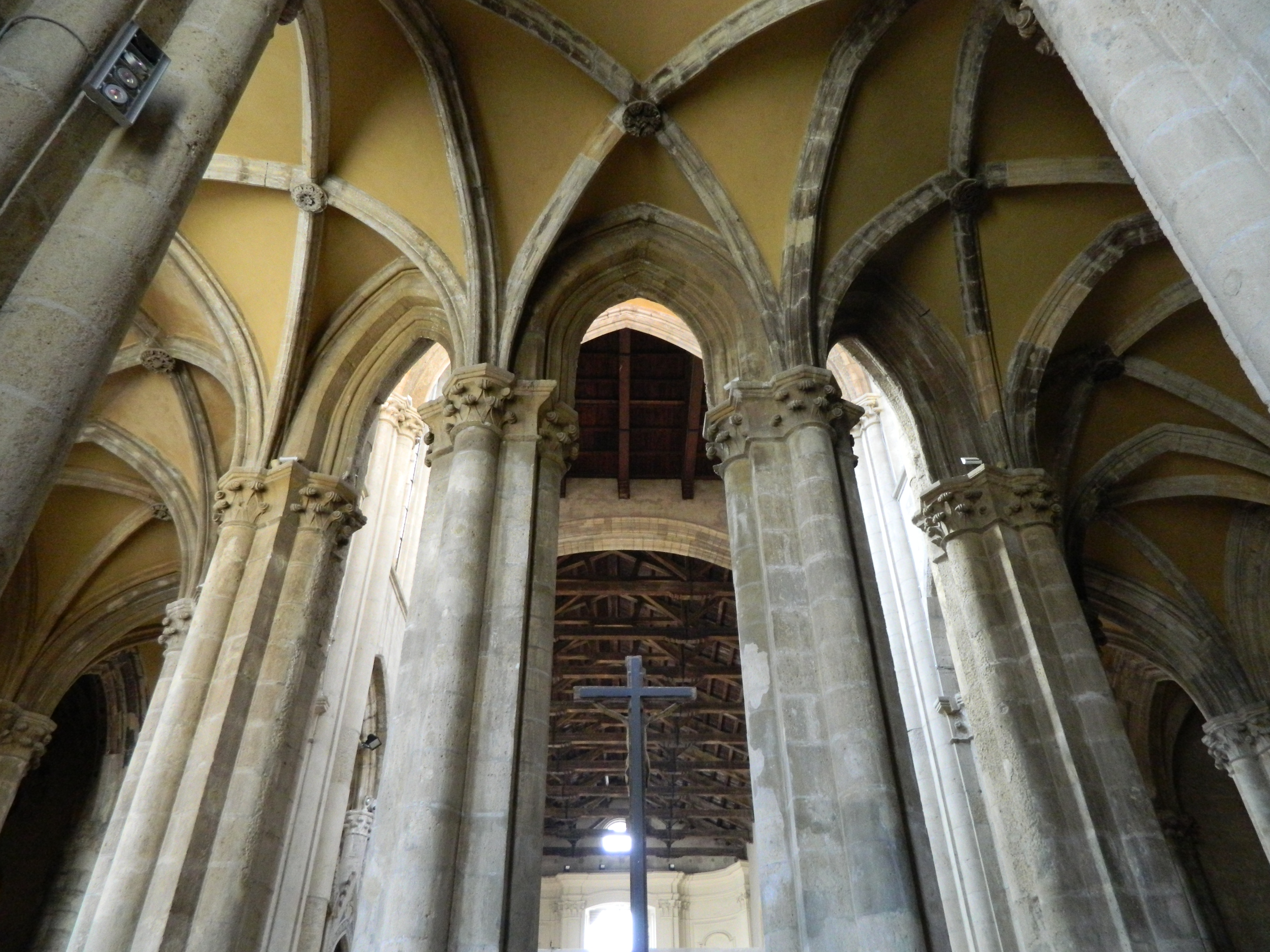
Detalle de las bóvedas del deambulatorio detrás del altar mayor.

La zona del ábside de finales del siglo XIII es un ejemplo claro de la profunda influencia que dejó el gótico francés en la basílica, ejemplo único arquitectónicamente en Italia, con un alto presbiterio y bóvedas de crucería sostenidas por diez pilares polistilos que abren arcadas detrás de las cuales discurre el notable deambulatorio, cubierto también con bóvedas de crucería, sobre el cual se abren a su vez nueve capillas, cuadradas las dos primeras en los extremos y poligonales las restantes, que giran a espaldas del ábside. No hay unanimidad entre los varios estudiosos sobre la atribución de esta importante parte de la basílica: según Vasari el autor sería Nicola Pisano, para Gaetano Filangieri junior en cambio Arnolfo di Cambio, según otros, por algunas analogías constructivas estilísticas con la Iglesia de Santa Maria Donnaregina, se debería atribuir al arquitecto francés que construyó esta última, sin embargo desconocido.

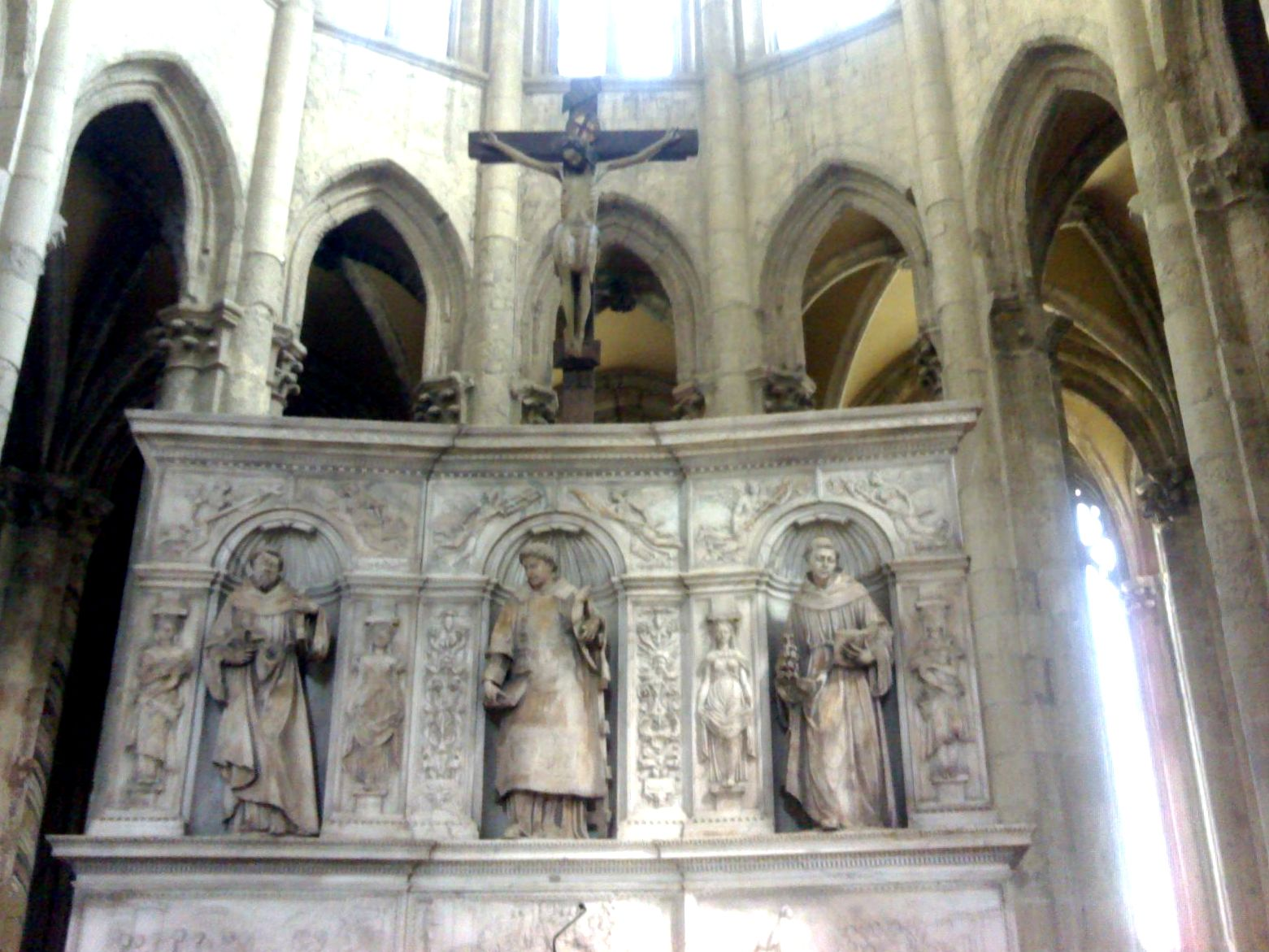
El altar mayor.

El altar mayor, una de las obras de época renacentista más bellas presentes en Nápoles, es del escultor napolitano Giovanni da Nola. En la parte superior pueden verse las estatuas de los santos Lorenzo, Antonio y Francisco, mientras que sobre la pared inferior el escultor representó El Martirio de San Lorenzo, San Francisco con el lobo de Gubbio y San Antonio hablando a los peces, sobre un fondo en el que está representada la ciudad napolitana en época renacentista, lo que hace a la obra de gran valor tanto documental como artístico.
En el lado derecho, a la altura de la primera arcada y al lado del altar mayor de da Nola, se encuentra el Sepulcro de Catalina de Austria, primera esposa del duque Carlo di Calabria, hijo del rey Roberto de Anjou. La obra escultórica es de hecho la primera obra napolitana de Tino di Camaino. De frente, en la primera capilla radial a la derecha del deambulatorio hay frescos de finales del siglo XIII o principios del siglo XIV de autores desconocidos con Historias de la Magdalena; desde esta capilla se accede a la sacristía del siglo XVI, con frescos de Luigi Rodríguez, que se une a su vez con la sala capitular del convento. Continuando en el deambulatorio, las otras capillas presentan casi todas fragmentos de monumentos sepulcrales y lápidas de los siglos XIV y XV. En la sexta capilla, de los Barrile, hay lápidas de la familia y frescos sobre las Historias de la Virgen del Maestro di Giovanni Barrile datables en torno al segundo cuarto del siglo XIV. La novena capilla, por tanto la primera empezando por la izquierda, presenta los monumentos fúnebres del siglo XIV a Leone Folliero y Maria di Durazzo, hija de Carlos III de Nápoles, que murió en 1371 con solo tres años.

## Convento
El convento de San Lorenzo está al lado de la iglesia. Algunas salas interiores del convento albergan el Museo dell'Opera di San Lorenzo Maggiore, mientras que otras conservan todavía su aspecto original, como la sala capitular y la de Sixto V, ambas accesibles desde el monumental claustro. La zona por debajo del convento está ocupada por los restos arqueológicos del antiguo foro romano de Nápoles.
El claustro de San Lorenzo Maggiore es un importante testimonio del siglo XVIII situado sobre los restos del macellum romano. El claustro se caracteriza por un valioso pozo de mármol y piperno esculpido por Cosimo Fanzago y situado en el centro del patio, mientras que en las paredes hay algunos monumentos fúnebres de factura renacentista. Desde el mismo claustro se accede finalmente a las excavaciones arqueológicas de la basílica, a las restantes salas del convento y al Museo dell'Opera.

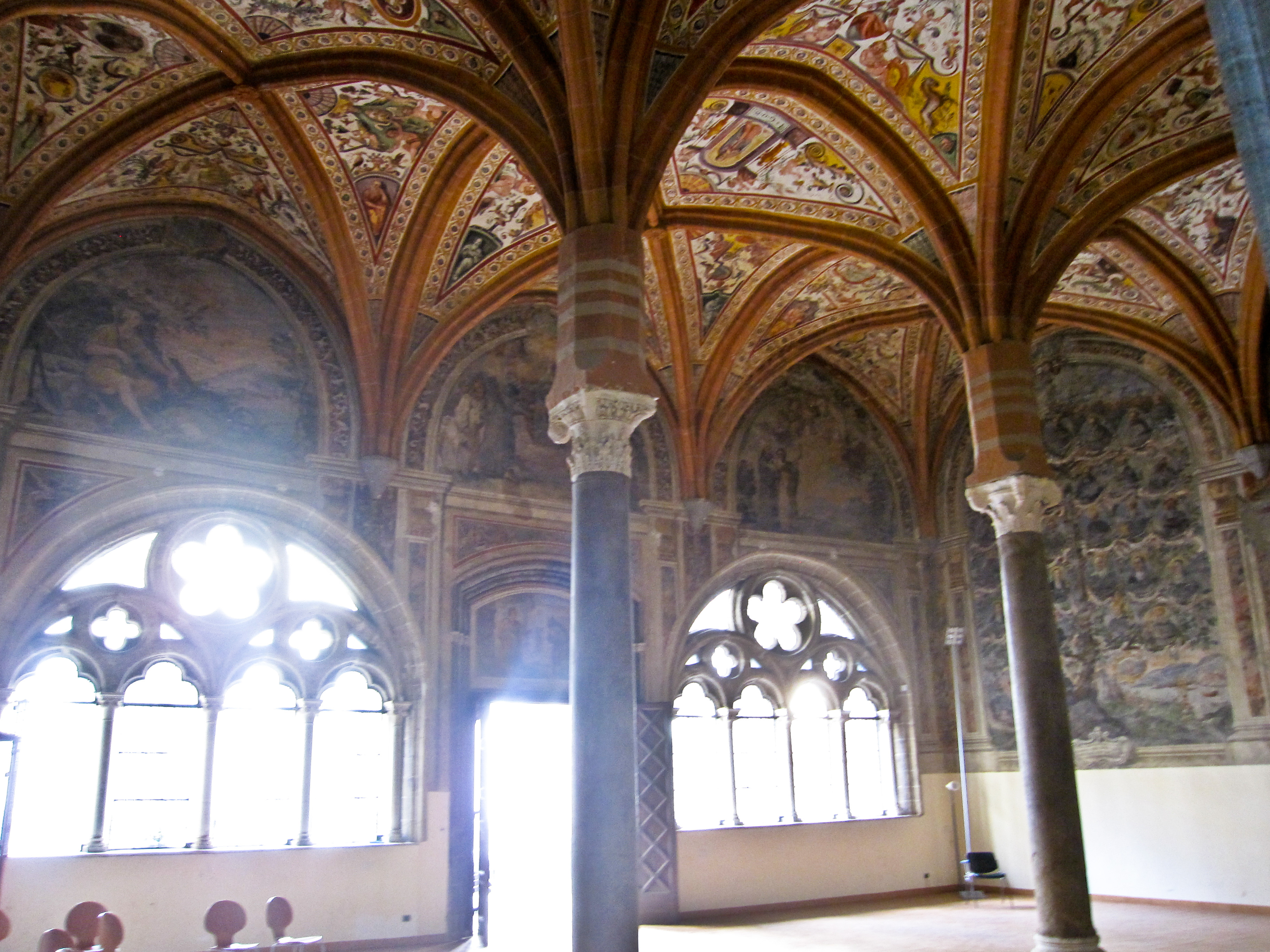
La sala capitular.

La sala capitular, cubierta con bóvedas esféricas y realizada durante la época sueva (1234-1266), fue decorada con frescos por Luigi Rodríguez en 1608, el cual realizó también el Árbol franciscano en el cual está representado el árbol genealógico de los papas, santos, cardenales y doctores pertenecientes a la Orden Franciscana. En la sala se realizaban las reuniones de los hermanos que discutían sobre las decisiones relacionadas con el funcionamiento del monasterio, y además constituían asamblea los sedili de la ciudad.
El gran refectorio, accesible a través del claustro, de cuarenta metros de longitud y diez de anchura, llamado también «sala Sixto V», fue decorada con frescos, al igual que la sala capitular, por Luigi Rodríguez en torno al siglo XVII. Estos frescos, rodeados por otros cuatro que muestran las Virtudes menores, representan las Siete virtudes reales, mientras que en las lunetas están representadas las Provincias napolitanas. Estas obras atribuían el «mérito de gobernar» el reino solo a aquellos que respetaban estas virtudes. En 1442 la sala se convirtió en la sede del parlamento napolitano, mientras que el año siguiente Alfonso I de Nápoles reconoció a su hijo ilegítimo, Fernando I como heredero al trono de Nápoles.

## Excavaciones arqueológicas

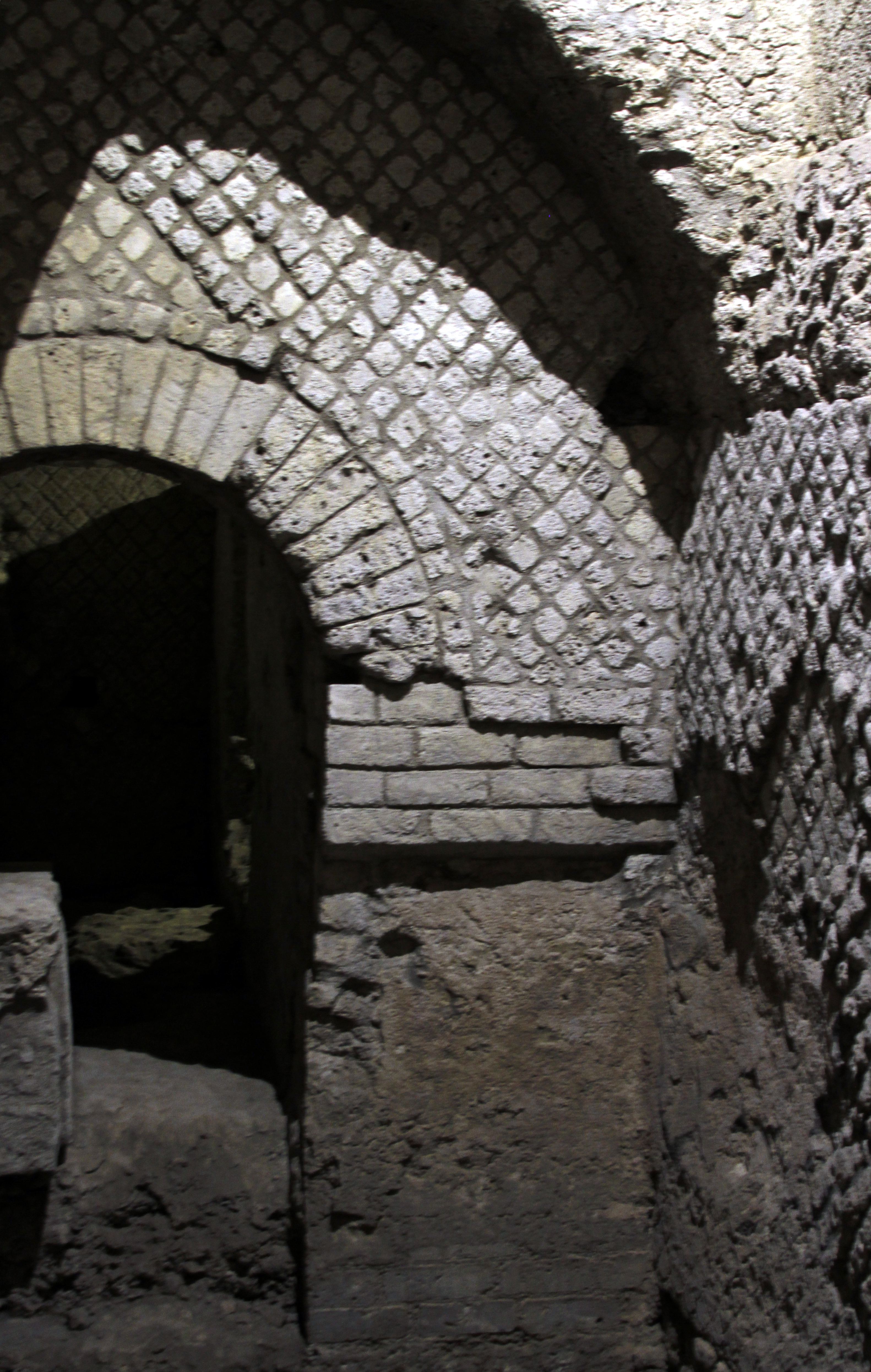
Excavaciones arqueológicas.

La zona situada por debajo del convento alberga las excavaciones arqueológicas greco-romanas datadas en torno a la segunda mitad del siglo I, cuando en la Piazza San Gaetano estaba primero el ágora griego y posteriormente el foro romano. Mientras que en el lado de la Basílica de San Paolo Maggiore los subterráneos sacan a la luz los restos del anfiteatro, los del lado de San Lorenzo muestran la zona destinada al macellum, donde tenía lugar el mercado de la ciudad en época romana, cuyas tiendas muestran además en los sótanos estructuras griegas preexistentes que datan del siglo IV a. C..

## Museo dell'Opera
En el interior del convento está el Museo dell'Opera, que expone antiguas ropas y muebles del convento junto con colecciones pictóricas privadas; también forma parte del circuito del museo la zona arqueológica.